# Häkinkorva
Häkinkorva är en ort i Limingo kommun i landskapet Norra Österbotten i Finland. Häkinkorva utgjorde en tätort (finska: taajama) fram till tätortsavgränsningen 2013.
Vid tätortsavgränsningen den 31 december 2012 hade Häkinkorva 206 invånare och omfattade en landareal av 0,88 kvadratkilometer. Året därefter hade området färre än 200 invånare och Häkinkorva klassificerades inte längre som tätort.